# Jodok Dotzinger

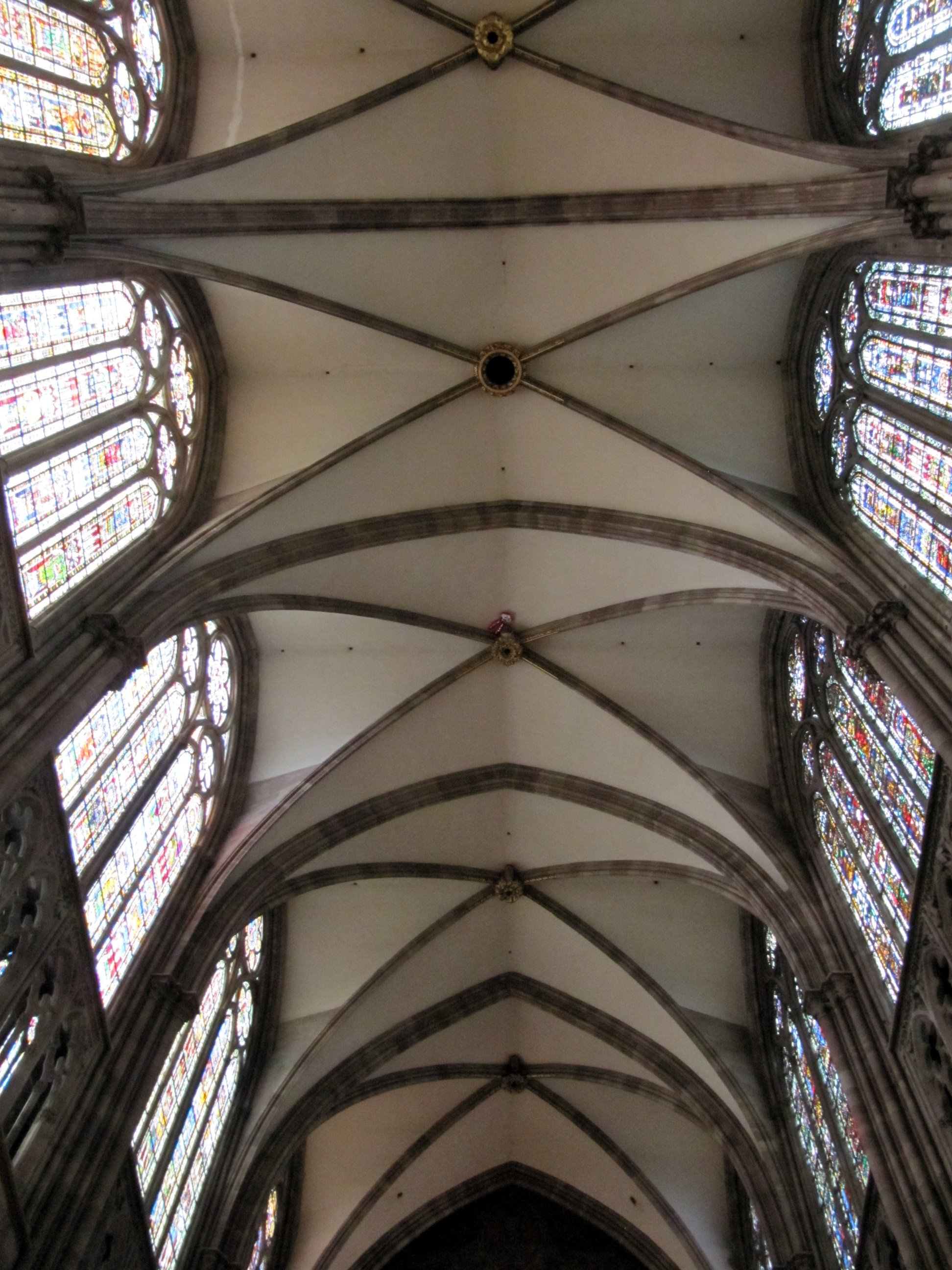
Langhausgewölbe des Straßburger Münsters, von Dotzinger erneuert

Jodok Dotzinger (* um 1400/1410; † 1468) war ein Steinmetz, Baumeister und Architekt.

## Leben
Jodok Dotzinger war vermutlich der Sohn von Hans Dotzinger aus Worms, der 1436 als Parlier, und von 1438 bis 1449 als Werkmeister des Basler Münsters belegt ist. 1451 wurde Jodok Dotzinger aus Wissembourg als Parlier an die Straßburger Münsterbauhütte berufen, wo er 1452 die Nachfolge von Matthäus Ensinger als Münsterbaumeister antrat. 1459 war Dotzinger auf dem Steinmetzentag von Regensburg anwesend, wo er wie seine Nachfolger zur obersten Instanz in allen Streitsachen unter Steinmetzen bestimmt wurde (das der werckmeister Jost Dotzinger des buwes unser Frauwen Münster der mehren stift zue Straßburg und alle sine nachkomen desselben wercks unser bruederschaft des steinwercks oberster richter sein solle.) Belegt ist der Name seiner Frau Ursula. Jodok Dotzinger verstarb vermutlich 1468, sein Nachfolger als Straßburger Münsterbaumeister wurde sein Sohn Nikolaus Dotzinger, der im Frühjahr 1475 verstorben ist.

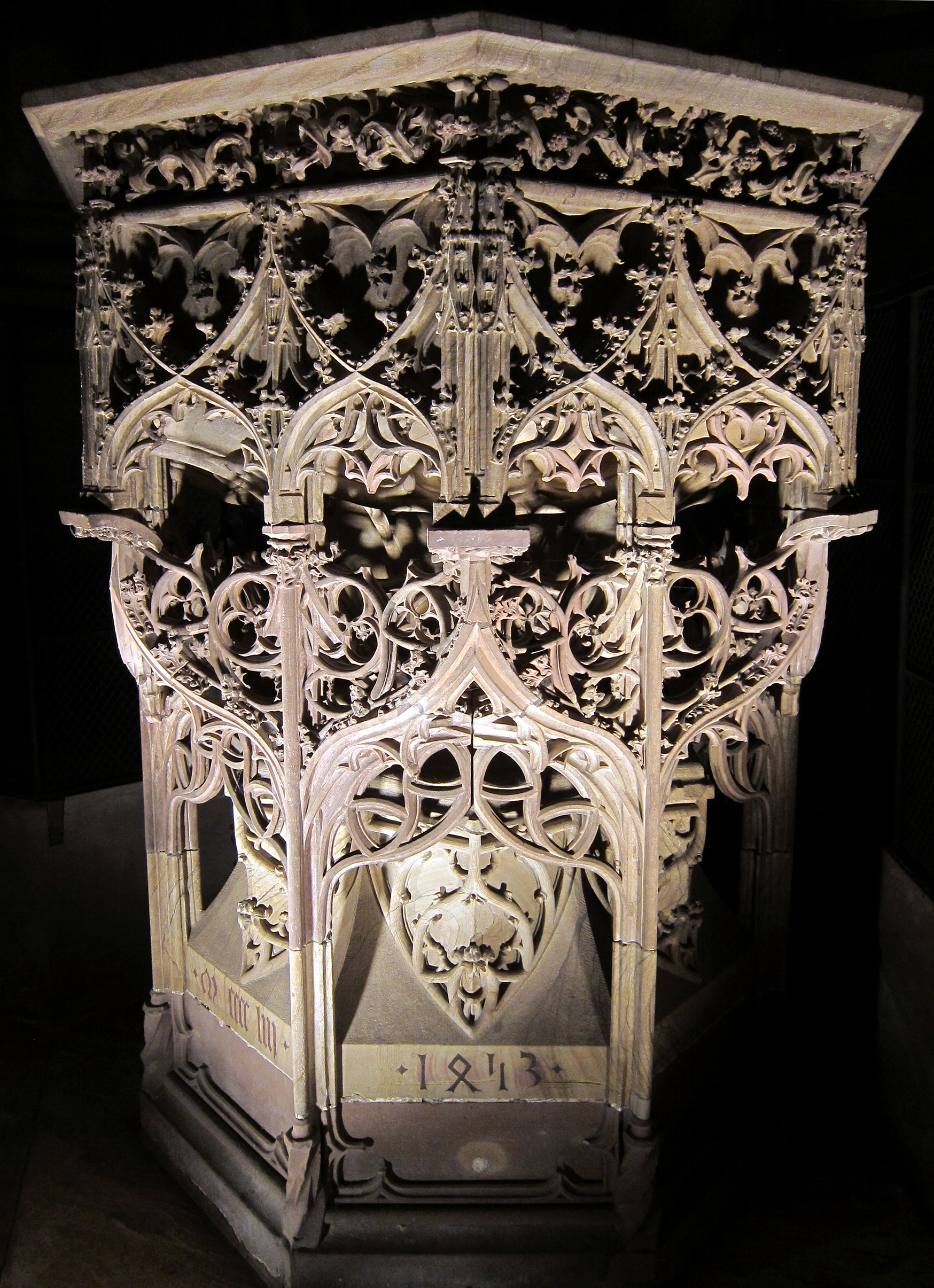
Dotzingers Taufstein im Straßburger Münster, 1453

## Werke
Als frühestes Werk Jodok Dotzingers ist das Heiliggrab in Wissembourg anzusehen. Als erstes Straßburger Werk von Jodok Dotzinger entstand 1453 der Taufstein des Münsters (Originalentwurf in Wien). In Straßburg errichtete er ferner von 1455 bis 1460 den Chor und den Dachreiter der Stiftskirche Alt-St. Peter, ab 1459 führte er die Erneuerung der Langhausgewölbes des Straßburger Münsters durch. Möglicherweise erfolgte erst unter Jodok Dotzinger und nicht bereits 1439 unter Hans Hültz die tatsächliche Fertigstellung des Straßburger Münsterturms. So schrieb Oseas Schad 1617, dass nach dem Tod von Hans Hültz im Jahre 1449 lange Zeit mit offrichtung daß Helms ingehalten biß man wid ein gute werckmeister habe konte.